# Peter Hughes (Politiker)
Peter Hughes (irisch Peadar Ó hAodha, * circa 1879; † 24. Juni 1954) war ein irischer Politiker der Sinn Féin sowie der Cumann na nGaedheal.

## Biografie
Hughes wurde 1921 als Kandidat der Sinn Féin zum Abgeordneten (Teachta Dála) des Unterhauses (Dáil Éireann) gewählt und vertrat dort zunächst bis 1923 die Interessen des Wahlkreises Louth-Meath. Dabei gehörte er zuletzt innerhalb der aufgrund des Anglo-Irischen Vertrages gespaltenen Sinn Féin neben Arthur Griffith zu den Unterstützern dieses Vertrages (Pro-Treaty).
Nach seinem Ausscheiden aus der Sinn Féin trat er der Cumann na nGaedheal bei und vertrat diese zwischen 1923 und 1927 für den Wahlkreis Louth im Dáil.
Während dieser Zeit war er vom 21. November 1924 bis zum 23. Juni 1927 als Verteidigungsminister auch Mitglied des Exekutivrates des Irischen Freistaates.